# Вальми (станция метро)
«Вальми́» (фр. Valmy) — станция линии D Лионского метрополитена.

## Расположение
Станция находится в 9-м округе Лиона. Платформа станции расположена под площадью Вальми (фр. place de Valmy). Вход на станцию производится с площади Вальми между улицами Сержан Мишель Берне (фр. rue du Sergent Michel Berthet) и Танёр (фр. rue des Tanneurs). В непосредственной близости также расположены большая улица Вэз (фр. grande rue de Vaise) и улицы Марьетон (фр. rue Marietton), Бургонь (фр. rue de Bourgogne) и Рокет (фр. rue Roquette).

## Особенности
Станция открыта 28 апреля 1997 года, как продолжение линии D от станции Горж де Лу до станции Гар де Вэз. Состоит из двух путей и одной островной платформы. Пассажиропоток в 2006 году составил 226 965 чел./мес.
В создании станции принимали участие архитектурное бюро под управлением Пьера Вюрпа (фр. Pierre Vurpas) и скульптор Жан-Филипп Обанель (фр. Jean-Philippe Aubanel), постановщик света — агентство Ютине (фр. Hutinet. Особенность станции состоит в необычном полу, который состоит из 1008 квадратных стеклянных плиток, подсвеченных синим цветом снизу.

## Происхождение названия
Станция названа по своему расположению под площадью Вальми. Площадь несёт название деревушки Вальми в департаменте Марна, где в 1792 году во время революционных войн состоялось сражение, остановившее продвижение прусской армии на Париж.

## Достопримечательности
- Лионская консерватория[фр.]

## Наземный транспорт
Со станции существует пересадка на следующие виды транспорта:

  — троллейбус

  — «главный» автобус

     — автобус